# Jamás lo vas a saber
«Jamás lo vas a saber» es un tango cuya letra pertenece a Abel Aznar en tanto que la música es de Manuel Sucher, que fue registrado en SADAIC el 10 de octubre de 1966. 

## Los autores
Abel Aznar (Libertad, provincia de Buenos Aires, Argentina, 26 de junio de 1913 - ¿ ?, 5 de marzo de 1983 ) fue un poeta, compositor y letrista cuyo nombre completo era Abel Mariano Aznar.
Manuel Sucher (Rosario, provincia de Santa Fe, Argentina, 31 de enero de 1913 – Buenos Aires, ídem , 5 de abril de 1971 ) cuyo nombre completo era Bernardo Manuel Sucher fue un pianista y compositor.

## Grabaciones
Entre otros registros, fue grabado por Oscar Alonso en la discográfica Odeon con acompañamiento de guitarras el 27 de diciembre de 1966; por Jorge Maciel con la orquesta de Osvaldo Pugliese para Philips en octubre de 1966, por Alfredo Belusi con la orquesta de José Basso para Music Hall y por Alba Solís con la orquesta del maestro Osvaldo Tarantino.

## Comentario
Escribió Manuel Adet:

”Los tangos de Abel Aznar son más conocidos que él. Son tangos recios, viriles, sobrios y muy bien escritos. No hay tanguero que no los haya silbado o cantado en voz baja. Celebran la amistad, la hombría, los amores perdidos y las pequeñas e inútiles revanchas. Son tangos para hombres cuya poética se detiene justo en la línea que los separa del machismo. Los cantores emblemáticos de sus letras son varones de pinta brava y voz de guapo…. y, sobre todo, el gran Alfredo Belusi que, para alguno de sus seguidores, es el genuino y auténtico varón del tango. Belusi fue el hombre que incorporó a Aznar a su repertorio y, según los entendidos el que mejor los interpretó. “Lo que vos te merecés”, es un clásico. Lo interpretaron grandes cantores, pero nadie lo hizo como él.